# I Don't
I Don't is de eenentwintigste aflevering van het dertiende seizoen van de televisieserie ER, die voor het eerst werd uitgezonden op 3 mei 2007.

## Verhaal
Dr. Kovac heeft het voltallige personeel van de SEH uitgenodigd voor een etentje, inclusief dr. Lockhart. Wat dr. Lockhart echter niet weet is dat dr. Kovac een huwelijk heeft gepland tussen hem en haar. Dr. Kovac heeft met hulp van Bobeck en dr. Morris een huwelijksplechtigheid geregeld met een pastoor. Dr. Lockhart wordt overvallen met zijn plannen en wil eerst wegrennen, uiteindelijk beseft zij dat hij een romantisch huwelijk heeft gepland en gaat dan toch akkoord en zegt ja. Dan vindt de huwelijksplechtigheid plaats waarvan het personeel getuige is. 
Dr. Rasgotra beleeft een vreemde avond tijdens het huwelijksfeest, zij wordt romantisch benaderd door dr. Gates, dr. Barnett, dr. Dubenko en een studente. Dr. Barnett is gefrustreerd dat dr. Rasgotra niet kan kiezen tussen hem en dr. Gates, dit eindigt in een gevecht tussen hem en dr. Gates. Dr. Barnett raakt dronken en wordt verzocht het feest te verlaten voordat het verder uit de hand loopt. Hij gaat naar een café en gaat daar verder met drinken, ondertussen maakt dr. Rasgotra het uit met dr. Gates en belt naar dr. Barnett. Als dr. Barnett de telefoon op wil nemen wordt hij op straat aangereden door een vrachtwagen. 
Dr. Morris en Bobeck hebben een bruidssuite geregeld in een hotel, zij zijn teleurgesteld als zij dit cadeau afwijzen. Nu deze suite niet gebruikt wordt vinden zij dit een teken om zelf gebruik te maken van deze suite. 

## Rolverdeling

### Hoofdrollen
- Goran Višnjić - Dr. Luka Kovac
- Maura Tierney - Dr. Abby Lockhart
- Mekhi Phifer - Dr. Gregory Pratt
- Parminder Nagra - Dr. Neela Rasgrota
- John Stamos - Dr. Tony Gates
- Shane West - Dr. Ray Barnett
- Scott Grimes - Dr. Archie Morris
- Leland Orser - Dr. Lucien Dubenko
- J.P. Manoux - Dr. Dustin Crenshaw
- Linda Cardellini - verpleegster Samantha Taggart
- Laura Cerón - verpleegster Chuny Marquez
- Deezer D - verpleger Malik McGrath
- Angel Laketa Moore - verpleegster Dawn Archer
- Lily Mariye - verpleegster Lily Jarvik
- Sara Gilbert - Jane Figler
- Busy Philipps - Hope Bobeck
- Troy Evans - Frank Martin
- Glenn Plummer - Timmy Rawlins

### Gastrollen (selectie)
- Julia Ling - Mae Lee Park
- Marc Jablon - Larry Weston
- George Wyner - rabbijn
- Joe Hackett - ober
- Wen-Wen Zhuang - Sophie